# سید مهدی درچه‌ای
سید مهدی دُرچه‌ای از فقهای قرن چهاردهم قمری بود.

## معرفی
سید مهدی درچه‌ای فرزند سید مرتضی درچه‌ای در ۱۲۷۸ قمری در روستای درچه از توابع اصفهان متولد شد. وی تحصیلات خود در مقدمات و سطح را در حوزه علمیه اصفهان و نجف تا درجه اجتهاد به پایان رساند. سپس به اصفهان بازگشت و به تدریس در حوزه علمیه اصفهان پرداخت. سید مهدی درچه‌ای برادر سید محمدباقر درچه‌ای و سید محمد حسین درچه‌ای است. سید محمدحسین شریعت درچه‌ای، سید ابوتراب مرتضوی درچه‌ای و سید مصطفی (مجتبی) شریعت درچه‌ای از فرزندان وی هستند. سید مهدی درچه‌ای در ۱۰ ربیع‌الاول ۱۳۶۴ قمری در درچه درگذشت و در تخت فولاد اصفهان، کنار برادرش سید محمدباقر درچه‌ای در تکیه کازرونی به خاک سپرده شد.
- آثار:[۷]

1. یک دوره اصول از اول مباحث الفاظ تا آخر تعادل و تراجیح
2. کتاب الطهارة
3. کتاب الصلوة
4. رساله‌ای در صوم
5. رساله‌ای دربارهٔ رضاع